# Mistrzostwa Oceanii w Zapasach 2009
Mistrzostwa Oceanii w zapasach w 2009, odbywały się w dniach 26 - 28 lutego w Samoa w Apia na terenie Multi-Sports Gymnasium w Tuanaimato Sports Complex. W tabeli medalowej tryumfowali zapaśnicy z Nowej Zelandii.

## Wyniki

### Styl klasyczny
| Konkurencja        | Złoto          | Srebro            | Brąz                        |
| Kategoria do 55 kg | Elgin Elwais   | Iki Ekeroma       | Matheus Serino              |
| Kategoria do 66 kg | Daniel Grevatt | Franson Gibbons   | Val Tapusoa                 |
| Kategoria do 74 kg | Masunu Pugeva  | Jason Harvey      | Clinton Davies Jacob Tomasi |
| Kategoria do 84 kg | Faamau Afele   | David Salapwa     | Salapwa Uepa                |
| Kategoria do 96 kg | Teibana Mase   | Paselio Mataeliga | Kimo Misa                   |

### Styl wolny
| Konkurencja         | Złoto            | Srebro            | Brąz                         |
| Kategoria do 60 kg  | Elgin Elwais     | Iki Ekeroma       | Matheus Serino               |
| Kategoria do 66 kg  | Daniel Grevatt   | Franson Gibbons   | Viliamu Fualau               |
| Kategoria do 74 kg  | Clinton Davies   | Jacob Tomasi      | Jason Harvey Laupule Ekeroma |
| Kategoria do 84 kg  | Aaron Quinton    | Faamau Afele      | David Salapwa                |
| Kategoria do 96 kg  | Teibana Mase     | Paselio Mataeliga | Kimo Misa                    |
| Kategoria do 120 kg | Florian Temengil | Anthony Isaia     | Siolo Misa                   |

### Styl wolny - kobiety
| Konkurencja        | Złoto         | Srebro              | Brąz         |
| Kategoria do 69 kg | Manu Ah Kuoi  | Vanessa Lui         | ----         |
| Kategoria do 72 kg | Emma Chalmers | Samantha Rechelluul | Mary Opeloge |

Kyla Bremner (51 kg) z Australii; Megan Candley z Nowej Zelandii (55 kg), Josefina Kamilo (63 kg) i Iuni Simanu (77 kg) z Samoa były jedynymi zgłoszonymi zawodniczkami w swojej kategorii i nie zostały uwzględnione w tabeli jako złote medalistki.

## Tabela medalowa
Gospodarz mistrzostw został zaznaczony kolorem.
| Poz. | Państwo            |    |    |    | Łącznie |
| ---- | ------------------ | -- | -- | -- | ------- |
| 1    | Nowa Zelandia      | 4  | 1  | 2  | 7       |
| 2    | Palau              | 3  | 3  | 0  | 6       |
| 3    | Wyspy Salomona     | 3  | 0  | 0  | 3       |
| 4    | Samoa              | 2  | 8  | 7  | 17      |
| 5    | Australia          | 1  | 0  | 0  | 1       |
| 6    | Mikronezja         | 0  | 1  | 3  | 4       |
| 7    | Samoa Amerykańskie | 0  | 0  | 2  | 2       |
|      | Łącznie            | 13 | 13 | 14 | 40      |